# Dora Narrea
Dora Narrea Valdivia (21 de septiembre de 1944) es una abogada y política peruana, primera mujer candidata a la presidencia del Perú.
Narrea Valdivia, bajo el nombre de Dora Narrea de Castillo, inscribió su candidatura a la máxima magistratura estatal para los comicios de 1990 por el partido conservador y nacionalista Unión Nacional Odriista (UNO), fundado en 1961 por el expresidente Manuel Odría. El resultado electoral de los comicios celebrados el 8 de abril de 1990 fue de 21.962 votos, que representaron el 0.274% de los votos válidos, quedando en octavo y penúltimo lugar.